# Rouy-le-Grand Churchyard
Rouy-le-Grand Churchyard is een begraafplaats gelegen in de Franse plaats Rouy-le-Grand (Somme). De militaire graven worden onderhouden door de Commonwealth War Graves Commission.
De begraafplaats telt geen geïdentificeerde graven: 1 onbekend Eerste Wereldoorlog graf.